# Walter Furtwängler
Walter Eugen Georg Furtwängler (auch Walther; * 23. November 1887 in Berlin; † 15. Mai 1967 in Bad Wiessee) war ein deutscher Bergsteiger.

## Familie
Walter Furtwängler war ein Mitglied der Familie Furtwängler. Er war der Sohn des Klassischen Archäologen Adolf Furtwängler, Bruder des Dirigenten Wilhelm Furtwängler und Vater des Filmregisseurs Florian Furtwängler und des Architekten Bernhard Furtwängler. Dessen Tochter ist die Schauspielerin Maria Furtwängler.

## Leben

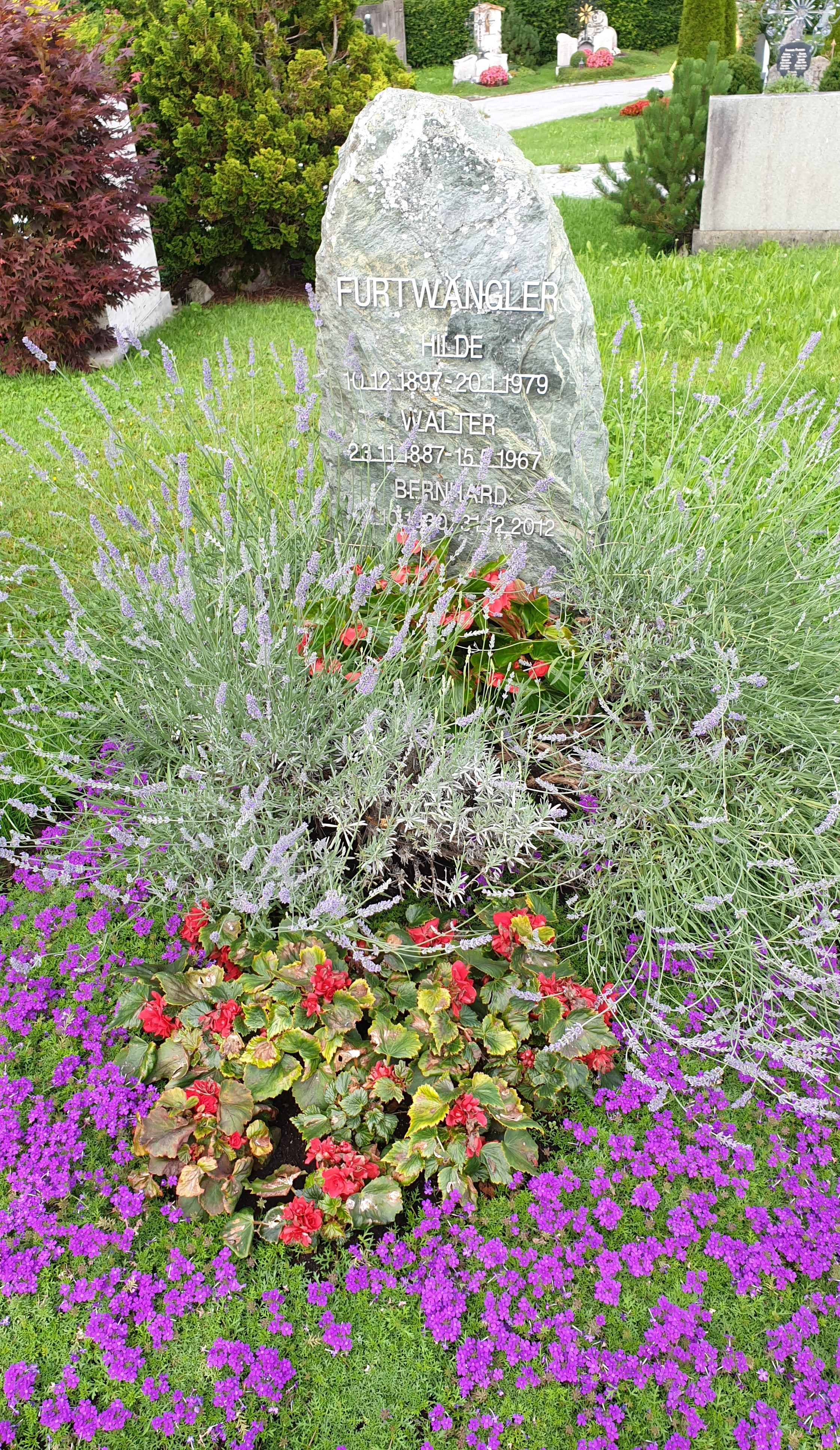
Grabstätte Walter Furtwängler, Bergfriedhof Bad Wiessee

Walter Furtwängler besuchte die Volksschule und die ersten vier Klassen des humanistischen Gymnasiums in München, anschließend erhielt er Privatunterricht. 1907 legte er die Reifeprüfung an der Oberrealschule in Heidelberg ab. 1907/08 leistete er seinen Dienst als Einjährig-Freiwilliger beim 1. Bayerischen Feldartillerie-Regiment in München und studierte daneben an der Universität München Philosophie. Anschließend ging er nach Berlin, wo er sich am Orientalischen Seminar für den Pflanzerberuf in den Kolonien vorbereitete. 1909 bis 1911 lebte er in Deutsch-Ostafrika und nahm u. a. an der Tendaguru-Expedition teil. An Malaria erkrankt kehrte er 1911 nach Deutschland zurück und begann in Erlangen das Studium der Kunstgeschichte. Im Frühjahr 1912 kehrte er nach Afrika zurück und übernahm dort die Leitung der  Jagd- und Sportexpedition Siegfried König. Ihm gelang die Erstbesteigung mit Schneeschuhen der  Kaiser-Wilhelm Spitze (heute Kibo), des höchsten Gipfels des Kilimandscharo-Massivs; nach Walter Furtwängler wurde der „Furtwängler-Gletscher“ benannt, weil er im Dezember 1912 als erster gemeinsam mit Siegfried König auf Skiern vom Kibo abgefahren war. Im Mai 1913 kehrte er nach Deutschland zurück und unternahm 1913/14 eine landwirtschaftliche Studienreise nach Russland. Im Sommersemester 1914 studierte er Kunstgeschichte in München. Vom Herbst 1914 bis Ende 1918 nahm er als Unteroffizier am Ersten Weltkrieg teil. Von 1919 bis 1929 studierte er Kunstgeschichte in Freiburg; da er dort mit einem Zeugnis einer Oberrealschule nicht promoviert werden konnte, reichte er seine Dissertation über den Alten Friedhof in Freiburg im Breisgau 1923 in Erlangen ein.
Er betrieb mit seiner Frau Hilde eine Pension im „Haus Tanneck“ in Bad Wiessee.

## Veröffentlichungen
- Der Freiburger "Alte Friedhof". Ein Beitrag zur Kunstgeschichte des Breisgaus um die Wende des 18. Jahrhunderts. Dissertation Erlangen 1924 (mit Lebenslauf).